# Säters IF
Säters IF är en idrottsförening från Säter i Dalarna bildad 1949. Föreningen är aktiv inom flera olika idrotter, bl.a. fotboll, ishockey, skidåkning, friidrott, bågskytte och volleyboll.

## Ishockey
Klubbens ishockeylag spelade i Division II säsongerna 1968/69, 1969/70, 1970/71, 1971/72 och 1973/74. Bästa resultatet nåddes 1971 då man slutade på en femteplats. Sedan 2001 har man A-lag tillsammans med Stora Skedvi IK under namnet Skedvi/Säter IF.

## Volleyboll
Volleybollsektionen grundades 1964. Både herr- och damlaget har spelat i Elitserien. Herrlaget har spelat tre säsonger och damlaget en säsong